# Bastipur (Siraha)
Bastipur (nepalski: बस्तिपुर) – gaun wikas samiti we wschodniej części Nepalu w strefie Sagarmatha w dystrykcie Siraha. Według nepalskiego spisu powszechnego z 2001 roku liczył on 1060 gospodarstw domowych i 5486 mieszkańców (2708 kobiet i 2778 mężczyzn).